# Філіппов Сергій Миколайович
Сергі́й Микола́йович Філі́ппов (24 червня 1912, Саратов — 19 квітня 1990, Ленінград) — радянський актор театру і кіно. Народний артист РРФСР (1974).

## Життєпис
Народився в родині робітника. Закінчив Ленінградський естрадно-цирковий технікум (1933). Виступав на сцені Ленінградського театру комедії (1935–1965).
У кіно знімався з 1937 р. Яскравий комедійний і характерний актор, майстер епізоду. Грав завклубу («Музична історія»), лектора («Карнавальна ніч»), Елпідіфора («Актриса-кріпачка»), Вороб'янінова («Дванадцять стільців»), водія («Всього дорожче») та ін.

## Фільмографія

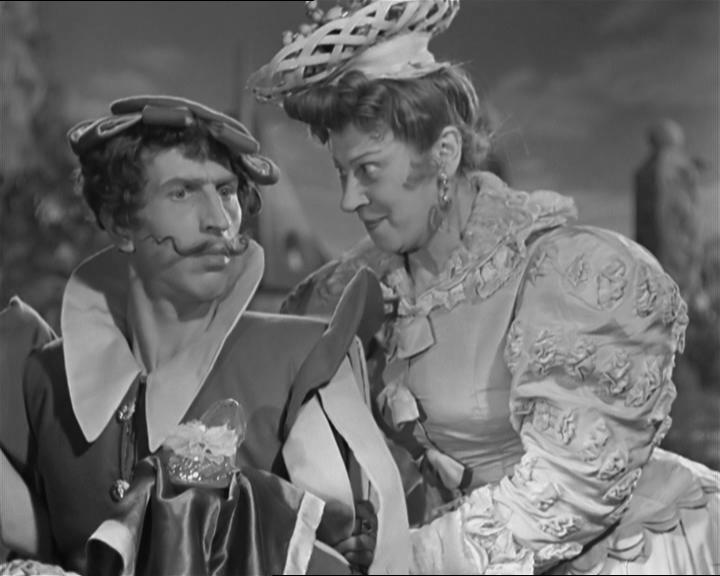
Сергій Філіппов в ролі капрала-скорохода і Фаїна Раневська в ролі мачухи Попелюшки у фільмі «Попелюшка» (1947)

1. 1937: «За радянську Батьківщину» (шюцкоровець)
2. 1937: «Волочаєвські дні» (партизан)
3. 1938: «Виборзька сторона» (погромник винних льохів)
4. 1939: «Оринка» (старий залізничник, приятель Степана Степановича)
5. 1939: «Станиця Дальня» (козак, рахівник в колгоспі)
6. 1940: «Яків Свердлов» (матрос-есер)
7. 1940: «Член уряду» (ледар)
8. 1940: «Музична історія» (Бабашкін)
9. 1941: «Пригоди Корзинкіної» (рибалка, який купує квиток)
10. 1942: «Залізний янгол» (епізод)
11. 1942: «Швейк готується до бою» (одноокий засуджений)
12. 1943: «Ми з Уралу» (Андрій Степанович)
13. 1943: «Нові пригоди Швейка» (єфрейтор Шпуке)
14. 1944: «Кощій Безсмертний» (кат)
15. 1945: «Здрастуй, Москва!» (Семен Семенович Брикін, баяніст)
16. 1946: «Неспокійне господарство» (німецький розвідник Краусс)
17. 1946: «Острів Безіменний» (Тимохін)
18. 1947: «Попелюшка» (капрал)
19. 1947: «Світло над Росією» (спекулянт)
20. 1947: «Новий дім» (механік, глядач в колгоспному клубі)
21. 1948: «Дорогоцінні зерна» (офіціант Колєчкін (епізод))
22. 1949: «Костянтин Заслонов» (Курт)
23. 1954: «Кортик» (Філін)
24. 1954: «Ми з вами десь зустрічалися» (незадоволений клієнт фотографа)
25. 1954: «Приборкувачка тигрів» (Казимир Алмазов, приборкувач)
26. 1954: «Запасний гравець» (ревнивий чоловік, який проводжає дружину в порту)
27. 1955: «Дванадцята ніч» (1955, Фабіан, слуга Олівії)
28. 1956: «Медовий місяць» (паромщик Федоров)
29. 1956: «Різні долі» (Костя, водій Рощина)
30. 1956: «Карнавальна ніч» (лектор Некадилов; реж. Е. Рязанов)
31. 1956: «300 років тому…» (монах)
32. 1956: «Круті Горки» (шофер (епізод))
33. 1957: «Гутаперчевий хлопчик» (епізод)
34. 1957: «Нічний патруль» (Семен Григорович Ползіков, директор магазину № 6 «Тканини»)
35. 1957: «Вулиця сповнена несподіванок» (постовий, старшина мілфції)
36. 1957: «Ленінградська симфонія» (епізод)
37. 1957: «Всього дорожче» (водій)
38. 1957: «Шторм» (Віленчук)
39. 1957: «Дівчина без адреси» (Комаринський, ледачий начальник контори; реж. Е. Рязанов)
40. 1958: «Дружок» (шахрай)
41. 1958: «Дівчина з гітарою» (Мамин)
42. 1958: «По той бік» (Майба)
43. 1958: «Ваня» (міліціонер)
44. 1958: «Олеко Дундич» (Іван Козирєв, білий квартирьєр)
45. 1958: «Шофер мимоволі» (Саврасов Іван Петрович, шофер Пастухова)
46. 1959: «Непіддатливі» (міліціонер)
47. 1959: «Сомбреро» (бандерільєро)
48. 1959: «Не май 100 рублів...»
49. 1959: «Я вам пишу…» («маг і чарівник»)
50. 1960: «Обережно, бабусю!» (Інокентій Прохорович Прохоров, лісник)
51. 1961: «Куди зник Фоменко?» (батько Аліни)
52. 1961: «Наш спільний друг» (1961, Персиянов, завгосп-пияк, розжалуваний до сторожа)
53. 1961: «Цілком серйозно» (письменник Молдаванцев)
54. 1961: «Як створювався Робінзон» (письменник Молдаванцев / ведучий альманаху)
55. 1961: «Будні і свята» (камео)
56. 1961: «Чортова дюжина» (пасажир—зубний технік)
57. 1962: «Велика дорога» (міський голова)
58. 1962: «Повінь» (Степан)
59. 1962: «Черемушки» (Милкін, сусід)
60. 1963: «Дві неділі» (камео)
61. 1963: «Пропало літо» (Микола Єрофійович Булишев (дядя Коля)
62. 1963: «Кріпосна акторка» (управитель Елпідіфор)
63. 1963: «Великий фітиль» (Філіппов, неплатник внесків (Розплата) / гравець в шашки (Шашки)
64. 1964: «Пригоди Толі Клюквіна» (бухгалтер домоуправління)
65. 1964: «Зайчик» (директор театру; реж. Л. Биков)
66. 1965: «Кухарка» (шахрай на ринку)
67. 1965: «Перший відвідувач» (діловод)
68. 1965: «Сплячий лев» (Матвій Гаврилович Голоскоков, помічник директора)
69. 1966: «Останній шахрай» (наглядач)
70. 1967: «Тетянин день» (візник)
71. 1967: «Казка про закоханого маляра» (головний мудрець)
72. 1968: «Нові пригоди невловимих» (Кошкін, аптекар-спеціаліст)
73. 1968: «Снігуронька» (Бермята)
74. 1969: «Не журись!» (цирульник Ерос)
75. 1969: «Старий знайомий» (Яків Пилипович Некаділов, колишній лектор, нині методист)
76. 1970: «Бушує „Маргарита“» (пасажир, представник квіткової фірми «Магнолія»)
77. 1971: «12 стільців» (Киса Вороб'янінов; реж. Л. Гайдай)
78. 1971: «Тінь» (перший міністр)
79. 1971: «Великий бурштин» (диригент, член журі конкурсу)
80. 1972: «Тютюновий капітан» (купець Карпій Савелійович Смуров, торговець парусиною)
81. 1973: «Іван Васильович змінює професію» (шведський посол; реж. Л. Гайдай)
82. 1973: «А ви кохали коли-небудь?» (лікар Михайло Михайлович / Ольга Василівна)
83. 1973: «За власним бажанням» (швейцар в готелі)
84. 1974: «Царевич Проша» (отаман розбійників)
85. 1975: «Не може бути!», новела «Весільна подія» (співак на весіллі; реж. Л. Гайдай)
86. 1975: «Ау-у!» (актор / Абабуа)
87. 1975: «Яблуко як яблуко» (спец у трьох обличчях)
88. 1976: «Синій птах» (Задоволення Нічого Не Розуміти)
89. 1976: «Веселі сновидіння, або Сміх і сльози» (Похмура VII, шаховий король)
90. 1977: «Як Іванко-дурник по диво ходив» (заморський лікар)
91. 1977: «Блокада» (Василь Маркелович Губарєв)
92. 1977: «Інкогніто з Петербурга» (Осип, слуга Хлестакова; реж. Л. Гайдай)
93. 1978: «Пізня зустріч» (Сергій Миколайович, актор на кіностудії)
94. 1978: «Поки божеволіє мрія» (генерал охоронки)
95. 1979: «Соловей» (старший радник)
96. 1979: «Кажан» (лісничий / офіціант)
97. 1980: «Таємничий старий» (Чікільдеєв, художник)
98. 1980: «Комедія давно минулих днів» (Іполит Матвійович (Киса) Вороб'янінов/лектор Некаділов)
99. 1980: «По сірники» (Гювярінен; реж. Л. Гайдай, Рісто Орко)
100. 1981: «Куди зник Фоменко?» (батько Аліни)
101. 1982: «У старих ритмах» (начальник міліції)
102. 1982: «Шкура віслюка» (придворний)
103. 1982: «Спортлото-82» (залізничник, черговий по залізничному переїзду; реж. Л. Гайдай)
104. 1983: «Запобіжний захід» (продавець брошки)
105. 1984: «І ось прийшов Бумбо...» (шпрехшталмейстер)
106. 1984: «Перикола»
107. 1985: «Золота рибка» (актор, який намагається вийти на сцену)
108. 1985: «Небезпечно для життя!» (делікатний відвідувач; реж. Л. Гайдай)
109. 1987: «Казка про закоханого маляра» (головний мудрець)
110. 1988: «Собаче серце» (пацієнт)
111. 1990: «Приватний детектив, або Операція „Кооперація“» (ветеран; реж. Л. Гайдай) та ін.

Знявся в українських стрічках:
1. 1963: «Суд іде» (Дирокол)
2. 1965: «Іноземка» (Абдулла, слуга принца (озвучує Євген Весник); Одеська кіностудія)
3. 1971: «Де ви, лицарі?» (, Аркадій Петрович Білонос; реж. Л. Биков), кіностудія ім. О. Довженка)

Озвучування:
1. 1958: «Петя і Червона Шапочка» (мультфільм)
2. 1973: «Аврора» (мультфільм)

## У мистецтві
У 1958 році графічні портрети актора виконали художники Василь Зайченко та Олександр Ацманчук.